# Pyronia tithonus
Pyronia tithonus, de nombre común lobito jaspeado, es una mariposa de la familia Nymphalidae.
La autoridad científica de la especie es Linnaeus, quien la describió en el año 1767.
Su distribución geográfica ha cambiado durante el siglo XX, con contracciones y expansiones de territorio. Se la considera una especie migratoria. Está presente en la península ibérica.

## Descripción
De color naranja con dos grandes manchas en las alas anteriores y detalles en el borde de las alas. Hay dimorfismo sexual; en general las hembras tienen más manchas que los machos. Hay muchas variantes.

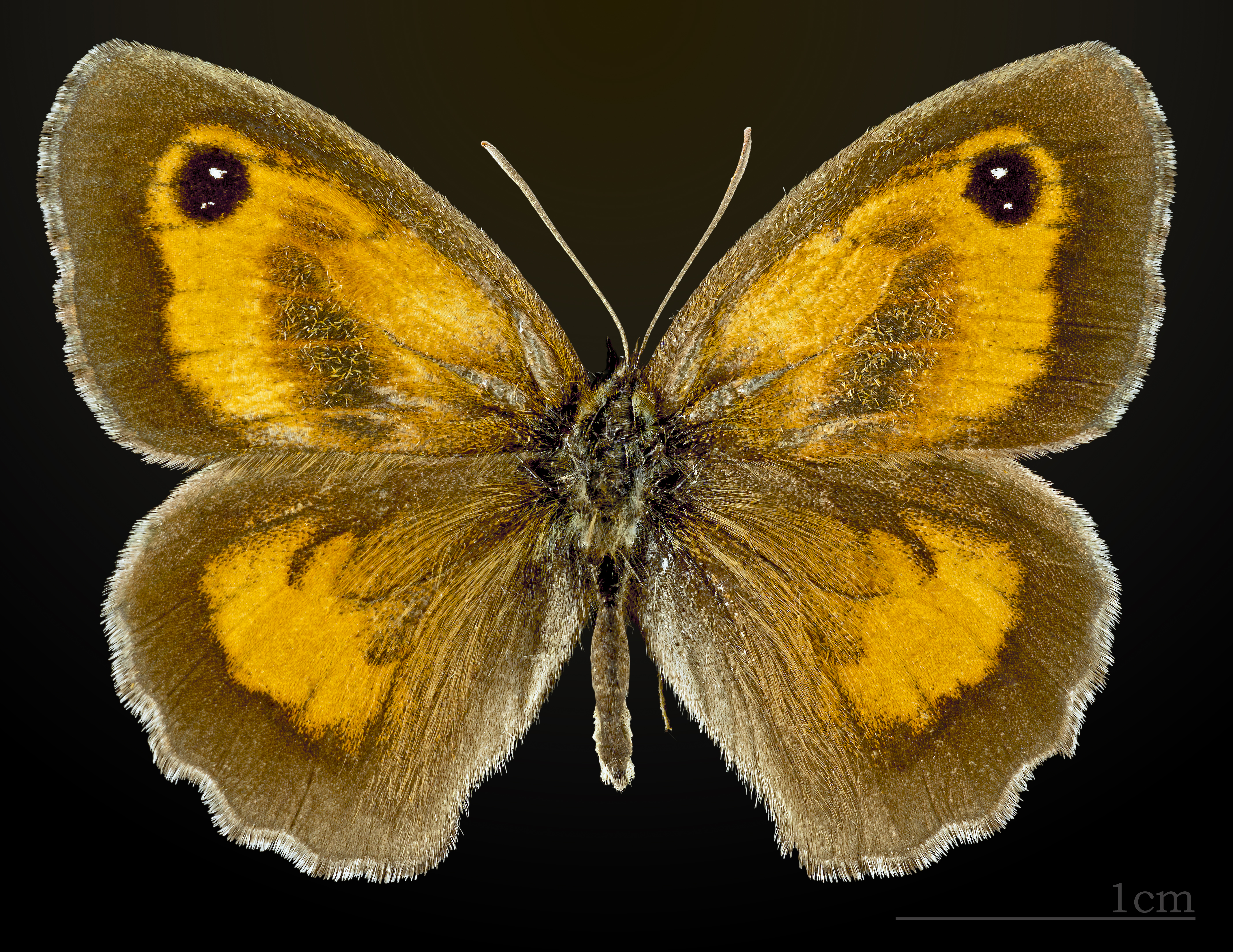
♂ vista dorsal
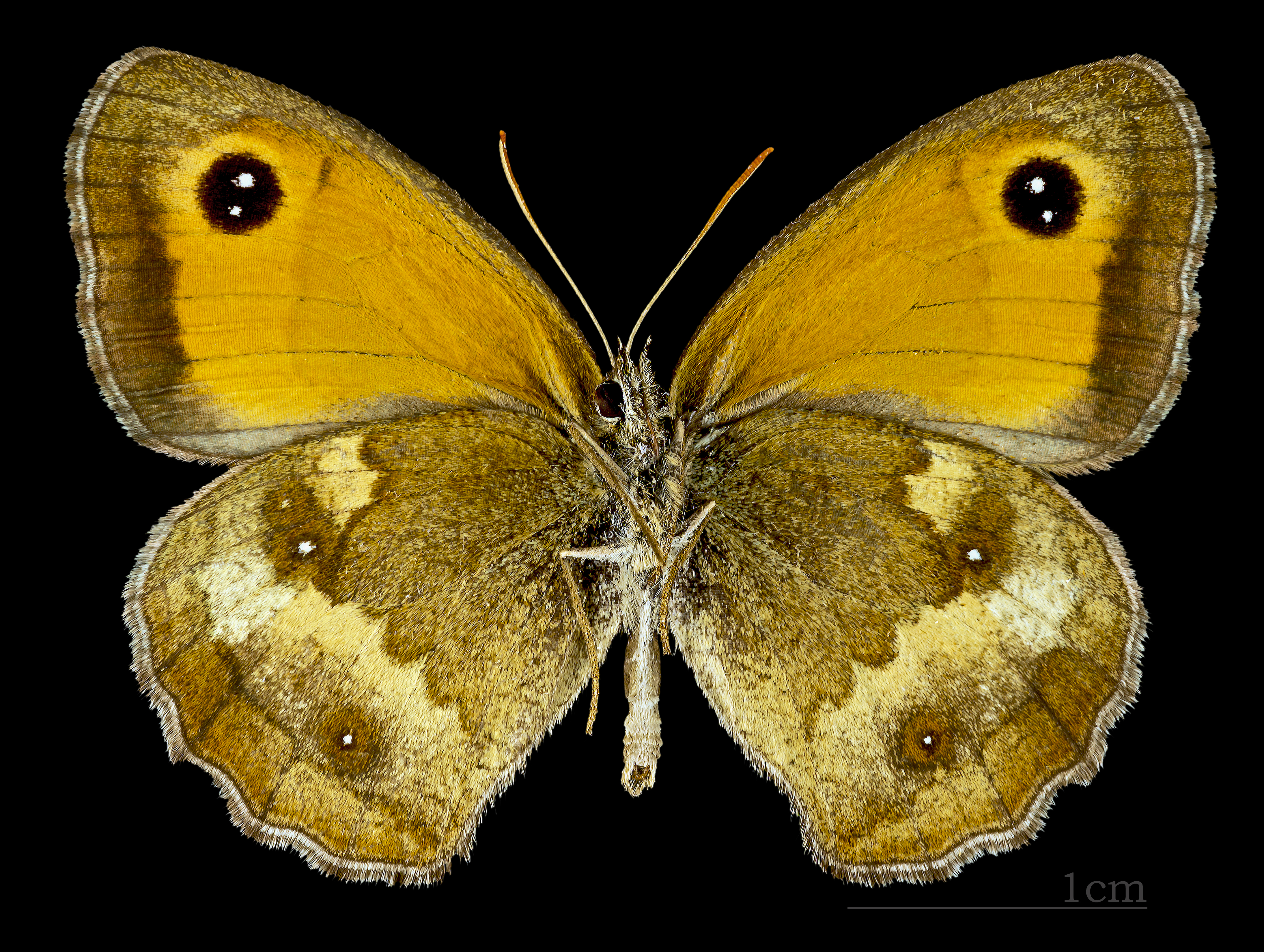
♂ vista ventral
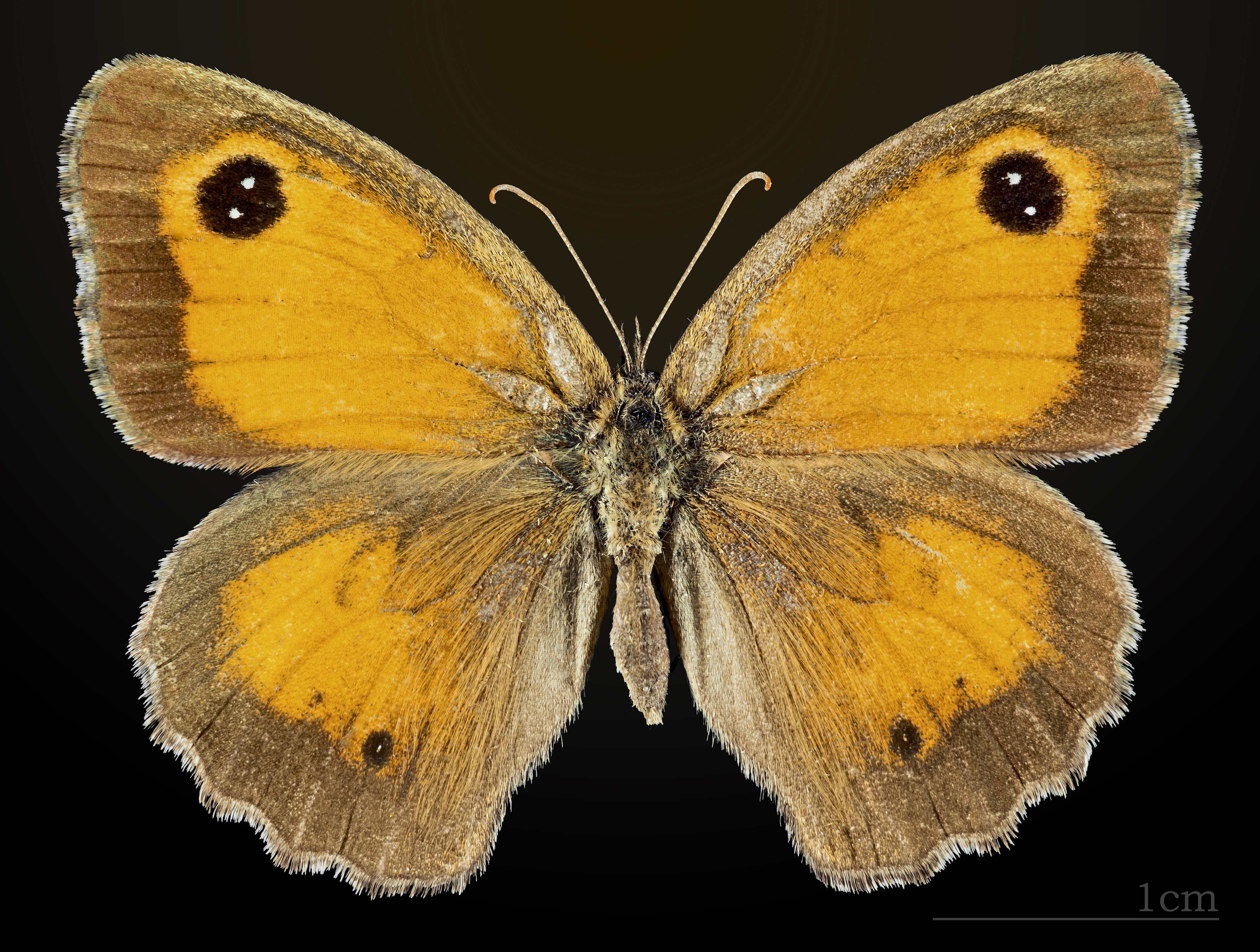
♀ vista dorsal
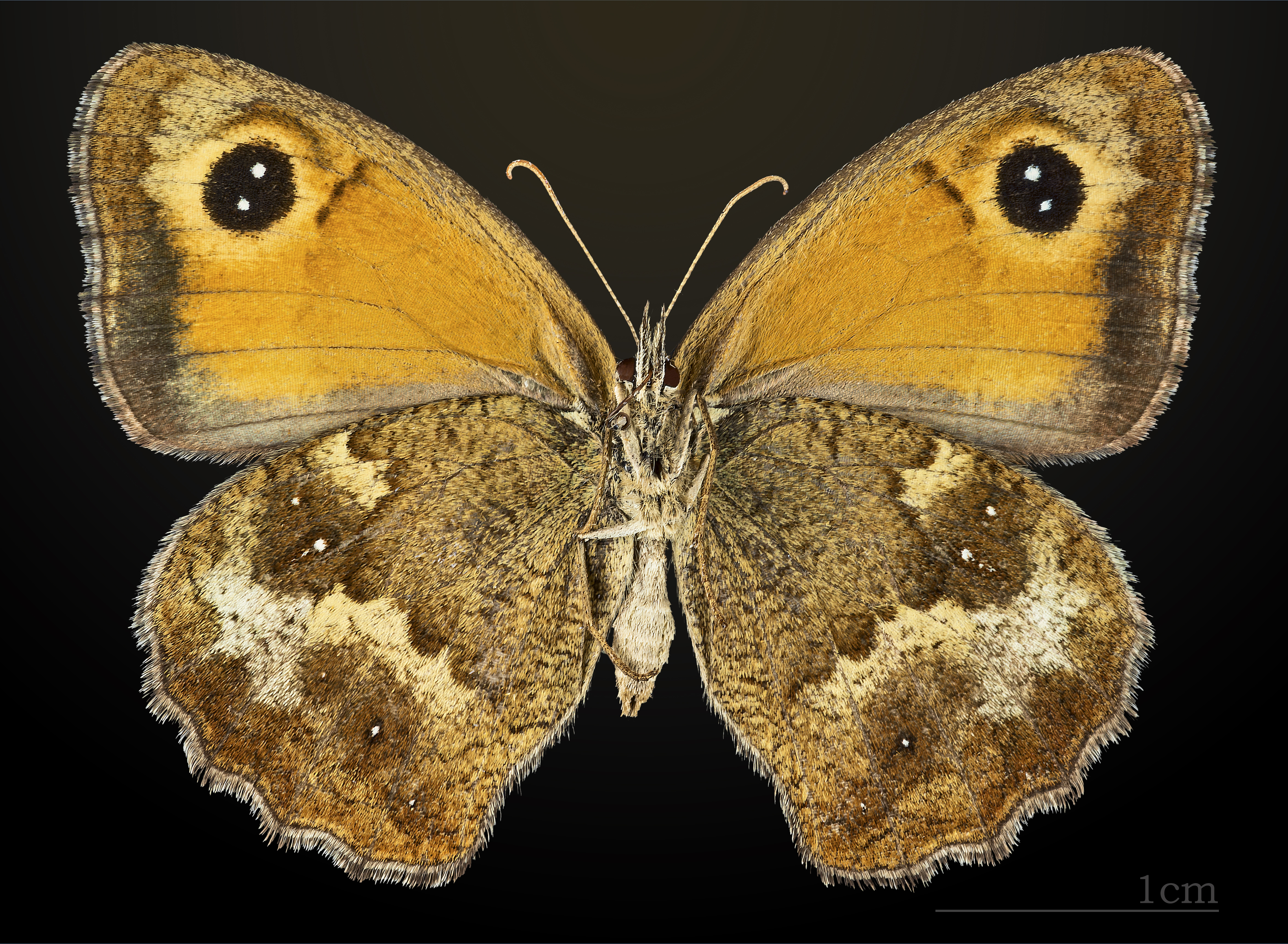
♀ vista ventral